# Lophocharis tutiurensis
Lophocharis tutiurensis är en hjuldjursart som beskrevs av Fusa Sudzuki H. 1998. Lophocharis tutiurensis ingår i släktet Lophocharis och familjen Mytilinidae. Inga underarter finns listade i Catalogue of Life.